# Cromlech de Lacam de Rogues
Le cromlech de Lacam de Rogues est un cromlech situé sur le causse de Blandas, en France,,,.

## Caractéristiques
Le cromlech se situe sur le causse de Blandas dans le département du Gard, à environ 1 km au nord-ouest de Rogues, près du lieu-dit le Camp de Pécoul.
Le cromlech s'étend sur environ 95 m de diamètre et compte une trentaine de menhirs de calcaire de 1,75 m de hauteur maximum. Un menhir central s'élève à 1 m de hauteur. Hormis ce menhir central, toutes les autres pierres du cromlech sont couchées.
Un deuxième cromlech s'élevait à une centaine de mètres, mais il est totalement détruit.

## Historique
Le cromlech date du Néolithique.
En 1950, le deuxième cromlech comportait encore 5 pierres couchées, disparues depuis. Le site est reconnu par l'archéologue Adrienne Durand-Tullou.